# All at Sea
"All at Sea" is een nummer van de Britse zanger Jamie Cullum. Het nummer werd uitgebracht op zijn album Twentysomething uit 2003. Op 27 oktober van dat jaar werd het nummer uitgebracht als de eerste single van het album.

## Achtergrond
"All at Sea" is geschreven door Cullum en geproduceerd door Stewart Levine. Hij schreef het nummer in de tijd waarin hij op een cruiseschip als entertainer werkte. Ook had hij net de relatie met zijn vriendin uitgemaakt, waar hij blij om was. Het nummer bleek populair op het schip en later besloot hij om het ook op te nemen. Volgens Cullum was het oorspronkelijk een twaalf minuten durende jazzjam, genaamd "Sea Suite", en werd het in de studio pas echt een popnummer. Desondanks stelde hij dat hij het "per ongeluk" heeft geschreven en dat hij "niet doorhad" dat hij het had geschreven.
"All at Sea" werd enkel een hit in Nederland. Het behaalde de Top 40 of de Tipparade weliswaar niet, maar het kwam wel tot plaats 79 in de Single Top 100. Daarnaast stond het ook enkele jaren in de NPO Radio 2 Top 2000, waarin het in 2005, het eerste jaar waarin het genoteerd stond, direct de hoogste positie behaalde op plaats 804.

## Hitnoteringen

### Single Top 100
| Hitnotering: 14-08-2004 t/m 25-09-2004 | Hitnotering: 14-08-2004 t/m 25-09-2004 | Hitnotering: 14-08-2004 t/m 25-09-2004 | Hitnotering: 14-08-2004 t/m 25-09-2004 | Hitnotering: 14-08-2004 t/m 25-09-2004 | Hitnotering: 14-08-2004 t/m 25-09-2004 | Hitnotering: 14-08-2004 t/m 25-09-2004 | Hitnotering: 14-08-2004 t/m 25-09-2004 | Hitnotering: 14-08-2004 t/m 25-09-2004 |
| Week                                   | 1                                      | 2                                      | 3                                      | 4                                      | 5                                      | 6                                      | 7                                      |                                        |
| -------------------------------------- | -------------------------------------- | -------------------------------------- | -------------------------------------- | -------------------------------------- | -------------------------------------- | -------------------------------------- | -------------------------------------- | -------------------------------------- |
| Positie                                | 81                                     | 79                                     | 86                                     | 84                                     | 83                                     | 89                                     | 95                                     | uit                                    |

### NPO Radio 2 Top 2000
| Nummer met noteringen in de NPO Radio 2 Top 2000 | '05 | '06  | '07  | '08  | '09  | '10  | '11  | '12 | '13  |
| ------------------------------------------------ | --- | ---- | ---- | ---- | ---- | ---- | ---- | --- | ---- |
| All at Sea                                       | 804 | 1324 | 1554 | 1699 | 1673 | 1911 | 1977 | -   | 1747 |

1. ↑  Een '-' betekent dat het nummer niet was genoteerd en een vetgedrukt getal geeft de hoogste notering aan.
2. ↑  2005 was het eerste jaar met een notering voor dit nummer.
3. ↑  Deze tabel is bijgewerkt tot en met de laatste editie (2024).